# Polychromatisches Licht
Unter polychromatischem Licht (von griechisch: poly "viel", "mehrfach"; chromos, "farbig"; also "viel-farbig") versteht man Licht, das aus einer Mischung unterschiedlicher Farben besteht. Ein anderes Wort für polychromatisch wäre spektralbreitbandig.
Wenn man von Licht als Wellenerscheinung ausgeht, ist polychromatisches Licht ein Gemisch aus vielen Wellenlängen. Wird Licht als Teilchen (Photon) betrachtet, besteht polychromatisches Licht aus Photonen, die verschiedene Energie besitzen. 
Im Gegensatz zum polychromatischen Licht hat monochromatisches Licht nur eine Wellenlänge bzw. die Teilchen nur eine Energie.
Genaugenommen ist bereits die Mischung von wenigen monochromatischen Spektrallinien polychromatisch. Dennoch ist ein typischeres Beispiel für polychromatisches Licht weißes Licht (z. B. auch Tageslicht), bei dem die Verteilung der Wellenlängen kontinuierlich ist. 
Beim Durchgang durch ein Prisma wird polychromatisches Licht in seine monochromatischen Spektralfarben zerlegt.